# John Lathan
John George Lathan (Sunderland, 12 aprile 1952) è un calciatore inglese, di ruolo centrocampista.

## Carriera
Dopo aver giocato nelle giovanili del Sunderland viene aggregato alla prima squadra dei Black Cats nella stagione 1969-1970, nella quale all'età di 17 anni esordisce tra i professionisti, mettendo a segno una rete in 7 presenze nella prima divisione inglese; il club conclude tuttavia la stagione con una retrocessione, e Lathan vi rimane per ulteriori quattro stagioni consecutive, tutte in seconda divisione, campionato in cui nell'arco di questo quadriennio va in rete per 13 volte in 52 partite giocate, partecipando anche alla vittoria della FA Cup 1972-1973 e giocando una partita nella successiva edizione della Coppa delle Coppe.
Al termine della stagione 1973-1974 viene ceduto al Mansfield Town, con cui prima vince la quarta divisione inglese e poi gioca per una stagione in terza divisione, con un bilancio totale di 74 presenze e 14 reti in incontri di campionato con la maglia degli Stags; gioca poi per un biennio al Carlisle Utd (in seconda divisione nella stagione 1976-1977 ed in terza divisione nella stagione 1977-1978), con in mezzo anche un prestito (7 presenze ed una rete) in quarta divisione al Template:Calcio Barsnley nella seconda metà della stagione 1976-1977. Nella stagione 1978-1979 e nella prima metà della stagione 1979-1980 gioca invece in quarta divisione al Portsmouth, per poi militare in questa categoria anche nella seconda metà della stagione 1979-1980 e nella prima metà della stagione 1980-1981, nuovamente con la maglia del Mansfield Town. Dopo un periodo con i semiprofessionisti del Consett va invece a giocare con il Wollongong City in Australia. Infine, dal 1982 al 1984 gioca nella prima divisione sudafricana con le maglie di Arcadia Shepherds e M. Sundowns.
In carriera ha totalizzato complessivamente 282 presenze e 41 reti nei campionati della Football League, giocando almeno una partita e segnando almeno una rete in ciascuna delle quattro categorie che la componevano.

## Palmarès

### Club

#### Competizioni nazionali
- Coppa d'Inghilterra: 1

Sunderland: 1972-1973
- Campionato inglese di quarta divisione: 1

Mansfield Town: 1974-1975